# La Sibylle libyque (Michel-Ange)
La Sibylle libyque ou Sibylle de Libye (395 × 380 cm) est l'une des fresques parmi les neuf scènes du livre de la Genèse réalisées en 1512 par Michel-Ange sur le  plafond de la chapelle Sixtine.

## Histoire
Michel-Ange a commencé à peindre les travées de la voûte en commençant près de la porte d'entrée utilisée lors des entrées solennelles du pontife et de son entourage dans la chapelle, pour terminer par la travée au-dessus de l'autel. La Sybille de libyque, située dans la neuvième baie à partir de la porte, est l'une des dernières figures à être peinte, en octobre 1512.

## Description
La Sibylle libyque fait partie de la série des Veggenti, placés sur de grands trônes architecturaux des corbeaux. Chaque personnage est flanqué de deux jeunes assistants et se tient debout sur un grand banc de marbre, entre deux socles avec de faux hauts-reliefs de duo de putti, dans différentes positions. Leur nom est écrit (dans ce cas LIBICA) dans des cartouches sous la plateforme qui forme la base du trône, tenue par un putto.
La pose de la Phémonoé (Sibylle libyque) est l'une des plus complexes de la voûte : elle est représentée dans l'acte du soulèvement. Les pieds, les jambes, le torse, ont la même inclinaison de la tête suggérant une rotation du corps sur lui-même, laissant paraître une figure serpentine planant vers le haut. Le pied droit est positionné sur la pointe et le corps tourne avec le torse et la tête. Dans son mouvement, elle est fixée dans la position où elle soulève le livre des prophéties, en élargissant ses bras musclés, qui rappellent d'une certaine manière ceux du Tondo Doni, dans lequel la Vierge Marie fait un demi-tour pour prendre son fils Jésus dans ses bras. Néanmoins une seconde lecture est possible, selon laquelle elle poserait plutôt le livre et s'assied : la question, qui peut paraître dérisoire, a longtemps occupé les traités du XVIe siècle. Cette pose complexe a été un modèle et une source d'inspiration pour de nombreux maniéristes.
La partie supérieure du torse est à moitié nu, de sorte que la sibylle offre les épaules découvertes à l'œil du spectateur. La couleur comporte des tons très délicats, violet, rose, jaune, gris et vert, à la fois brillants et ternes, riches en irisations et avec une luminosité particulière.
Presque cachés par la figure majestueuse de la sibylle, deux chérubins qui se regardent : l'un d'eux, tenant un parchemin sous un bras, se tournant de profil, indique à l'autre de la main droite la sibylle. Ils sont dessinés selon un style que l'on retrouve dans de nombreuses scènes de la voûte, qui définit avec précision les parties au premier plan et esquisse rapidement celle qui se trouvent à l'arrière-plan ou dans l'ombre.
Il existe un dessin préparatoire de la Sibylle libyque au Metropolitan Museum of Art de New York.

## Images

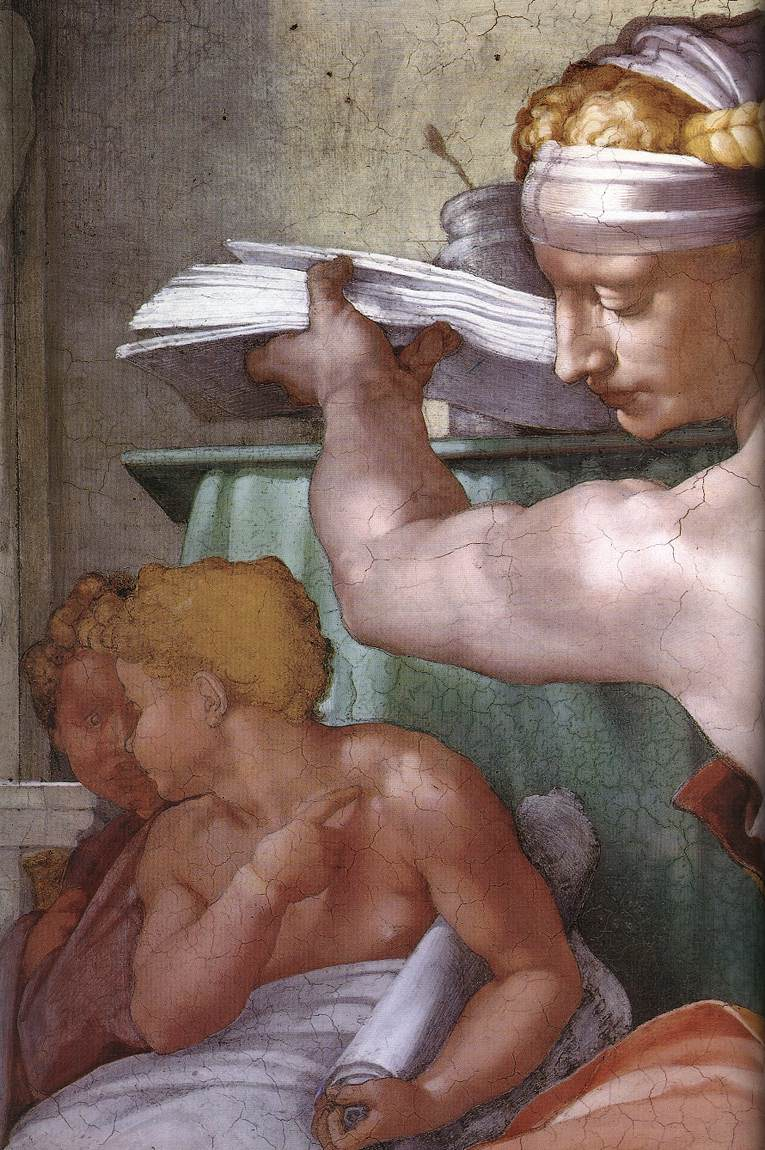
Détail.
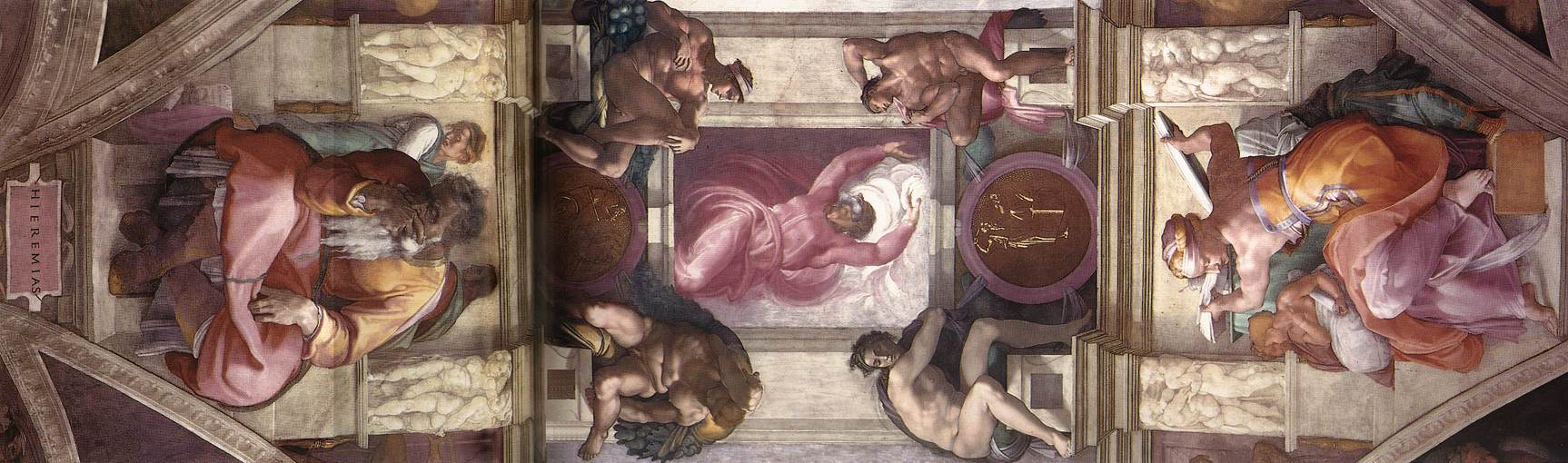
La neuvième travée.
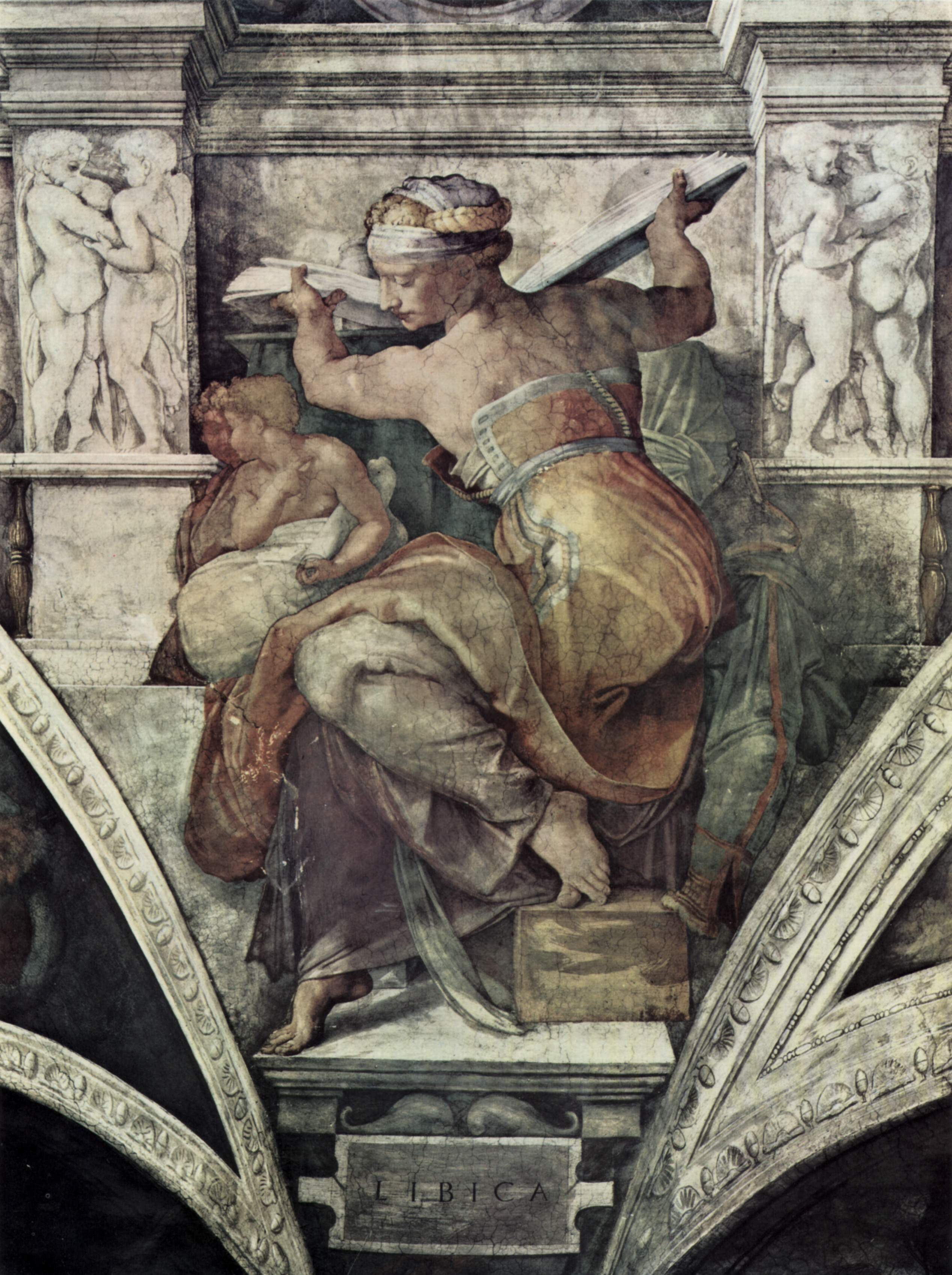
Avant la restauration.
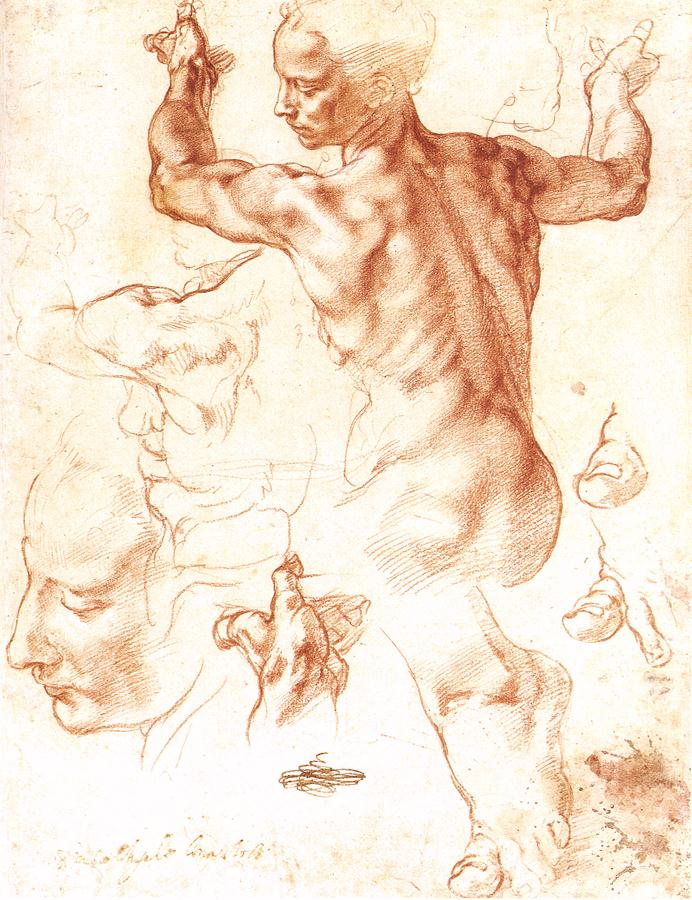
Dessin préparatoire au Metropolitan Museum of Art.

## Source de traduction
- (it) Cet article est partiellement ou en totalité issu de l’article de Wikipédia en italien intitulé « Sibilla Libica (Michelangelo) » (voir la liste des auteurs).